# Alfredo Sánchez Benito
Alfredo Sánchez Benito (Madrid, 6 de diciembre de 1972) es un exfutbolista y entrenador español que actualmente está sin equipo 

## Trayectoria

### Como jugador
Alfredo comenzó a jugar fútbol en equipos aficionados de Leganés, como La Paz o el San Nicasio, hasta que en 1993 recaló en el Club Deportivo Leganés de Segunda División. En su primera campaña formó parte del filial. Sin embargo, pronto empezó a ser convocado para partidos del primer equipo, hasta cumplir un total de 12 encuentros en el año de debut. A partir de ahí consiguió convertirse en uno de los jugadores clave del equipo blanquiazul.
En 1998 fue contratado por el Club Atlético Osasuna. Además de ser uno de los jugadores clave en el ascenso del equipo pamplonés a Primera División, se mantuvo allí un total de seis temporadas. En 2004 se marchó al Elche C. F. y tres campañas después, ya en sus últimos años como profesional, recaló en el Benidorm Club Deportivo. Allí coincidió con Luis García Plaza, anterior técnico en Elche, y llegó a disputar el playoff de promoción a Segunda, sin éxito.

### Como entrenador
Alfredo Sánchez colgó las botas en el 2008 y regresó a Pamplona para ejercer en el CA Osasuna las labores de ayudante técnico y tercer entrenador, junto con Ziganda y Andoni Goixoetxea y posteriormente junto a José Antonio Camacho, José Luis Mendilibar y Javi Gracia, dentro de sus respectivos cuerpos técnicos.
En 2013, pasó a formar parte de la secretaría técnica de CA Osasuna. En la temporada 2014-15, ejerció de scout para el Atlético de Madrid del Diego Simeone. 
En febrero de 2016, regresó a CA Osasuna donde compaginó labores de cuerpo técnico y secretaría técnica. 
En noviembre de 2016, se convertiría en primer entrenador del equipo osasunista de forma interina tras la destitución de Enrique Martín Monreal.
En enero de 2017, pasa a ser ayudante del entrenador Petar Vasiljević del CA Osasuna tras la destitución de Joaquín Caparros.
En la temporada 2017-18, firma como segundo entrenador de Enrique Martín Monreal en el Albacete Balompié. 
El 23 de octubre de 2018, firmó como segundo entrenador de Enrique Martín Monreal en el Club Gimnàstic de Tarragona.
El 20 de junio de 2019, firmó como segundo entrenador de Enrique Martín Monreal en el Córdoba CF de la Segunda División B de España, donde trabajaría hasta octubre de 2019.
El 11 de noviembre de 2019, firma como integrante del departamento de scouting del C.F. Fuenlabrada.
En la temporada 2022-23, se convierte en segundo entrenador de Mere Hermoso en el C.F. Fuenlabrada de la Primera Federación, tras tres temporadas formando parte de la secretaría técnica.
El 15 de febrero de 2023, tras la destitución de Mere Hermoso, se convierte en entrenador del C.F. Fuenlabrada de manera interina hasta el final de la temporada.
El 23 de abril de 2024, tras la destitución de Carlos Martínez, firma por el C.F. Fuenlabrada de la Primera Federación para los últimos 5 partidos de liga.

## Clubes

### Como jugador
| Club                    | País   | Año       |
| ----------------------- | ------ | --------- |
| Club Deportivo Leganés  | España | 1994-1998 |
| Club Atlético Osasuna   | España | 1998-2004 |
| Elche Club de Fútbol    | España | 2004-2007 |
| Benidorm Club Deportivo | España | 2007-2008 |

### Como entrenador
| Club                                        | País   | Año       |
| ------------------------------------------- | ------ | --------- |
| Club Atlético Osasuna (2º entrenador)       | España | 2008-2014 |
| Club Atlético Osasuna (2º entrenador)       | España | 2016-2017 |
| Albacete Balompié (2º entrenador)           | España | 2017-2018 |
| Club Gimnàstic de Tarragona (2º entrenador) | España | 2018-2019 |
| Córdoba CF (2º entrenador)                  | España | 2019      |
| C.F. Fuenlabrada (Scouting)                 | España | 2019-2022 |
| C.F. Fuenlabrada (2º entrenador)            | España | 2022-2023 |
| C.F. Fuenlabrada                            | España | 2023      |
| C.F. Fuenlabrada                            | España | 2024      |